# Torodora arcifera
Torodora arcifera is een vlinder uit de familie van de Lecithoceridae. De wetenschappelijke naam van de soort is voor het eerst geldig gepubliceerd in 1907 door Meyrick.